# Senat Kaisen VII
Der Senat Kaisen VII amtierte vom 26. November 1963 bis 19. Juli 1965 als Bremer Landesregierung.
| Amt                                                   | Name                             | Partei | Partei |
| ----------------------------------------------------- | -------------------------------- | ------ | ------ |
| Bremer Bürgermeister und Präsident des Senats         | Wilhelm Kaisen                   |        | SPD    |
| Stellvertretender Präsident des Senats, Bürgermeister | Willy Dehnkamp                   |        | SPD    |
| Inneres                                               | Hans Koschnick                   |        | SPD    |
| Justiz, Verfassung und kirchliche Angelegenheiten     | Ulrich Graf                      |        | FDP    |
| Finanzen                                              | Johann Diedrich Noltenius        |        | FDP    |
| Bau                                                   | Wilhelm Blase                    |        | SPD    |
| Häfen, Schifffahrt und Verkehr                        | Georg Borttscheller              |        | FDP    |
| Wirtschaft und Außenhandel                            | Karl Eggers                      |        | SPD    |
| Arbeit und Gesundheit                                 | Karl Weßling                     |        | SPD    |
| Bildung                                               | Willy Dehnkamp bis 17. Juli 1965 |        | SPD    |
| Bildung                                               | Moritz Thape                     |        | SPD    |
| Wohlfahrt und Jugend                                  | Annemarie Mevissen               |        | SPD    |